# Letto

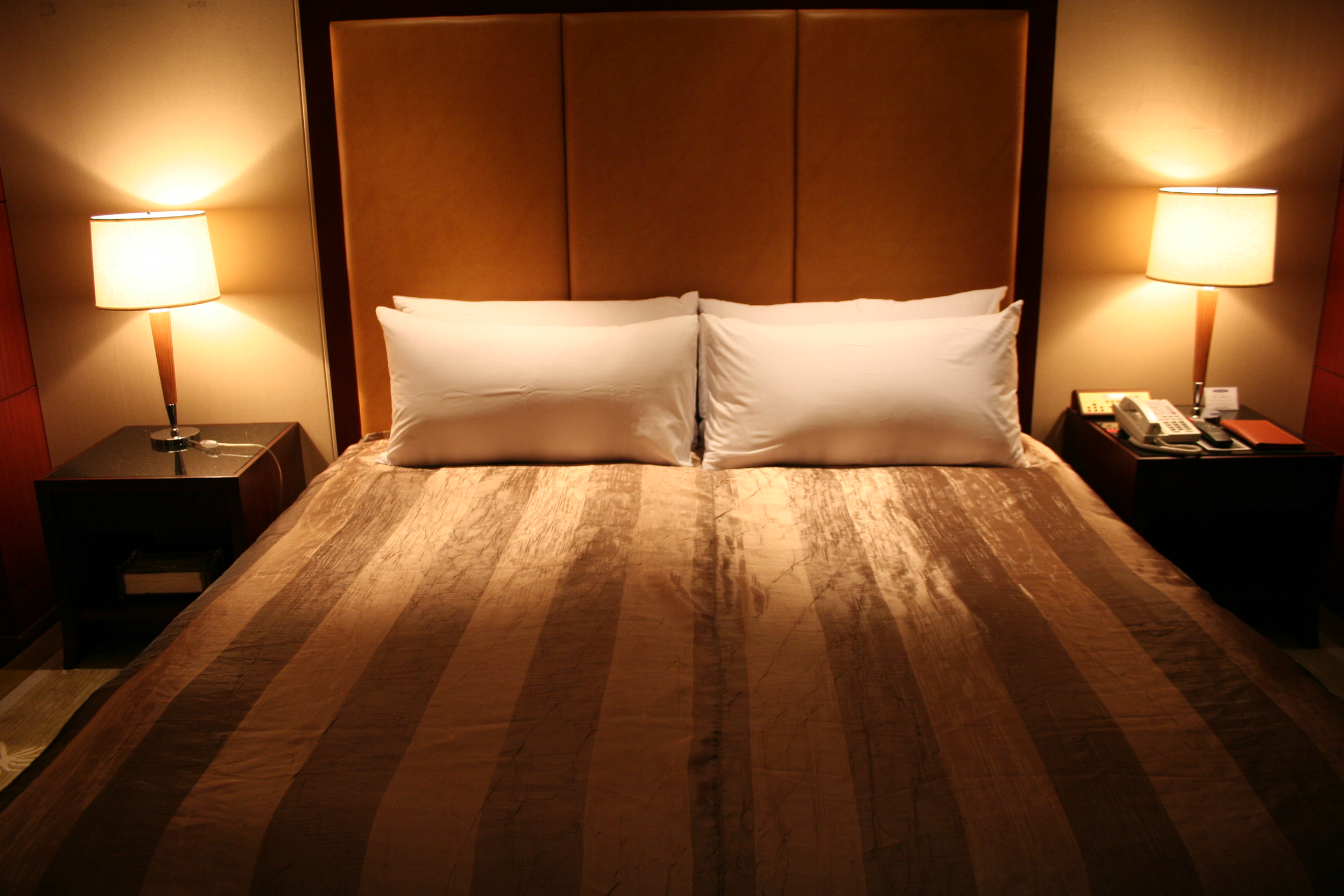
Letto a due piazze o letto matrimoniale

Il letto è un mobile domestico costituito da una superficie orizzontale solitamente ricoperta da un materasso su cui è possibile sdraiarsi per riposarsi e dormire.

## Storia

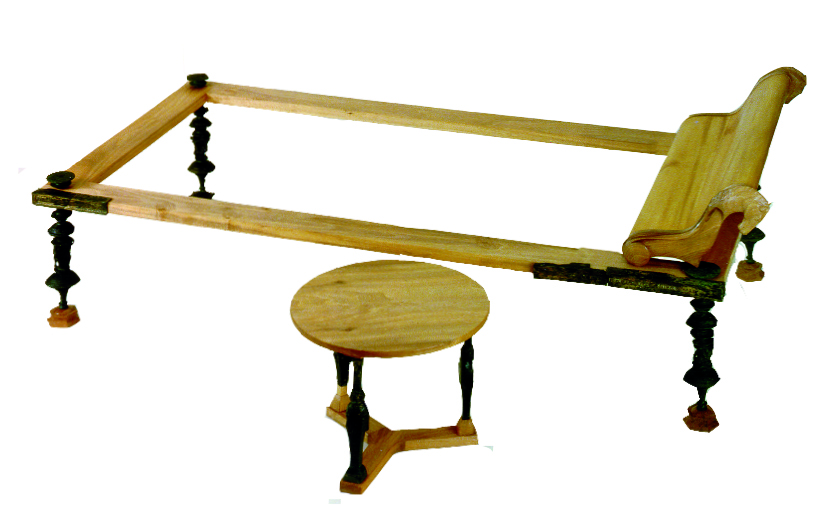
L'Arredo da triclinio della Domus di Via Università a Modena, esemplare eccezionale di letto tricliniare in bronzo istoriato della fine del I sec. a.C.

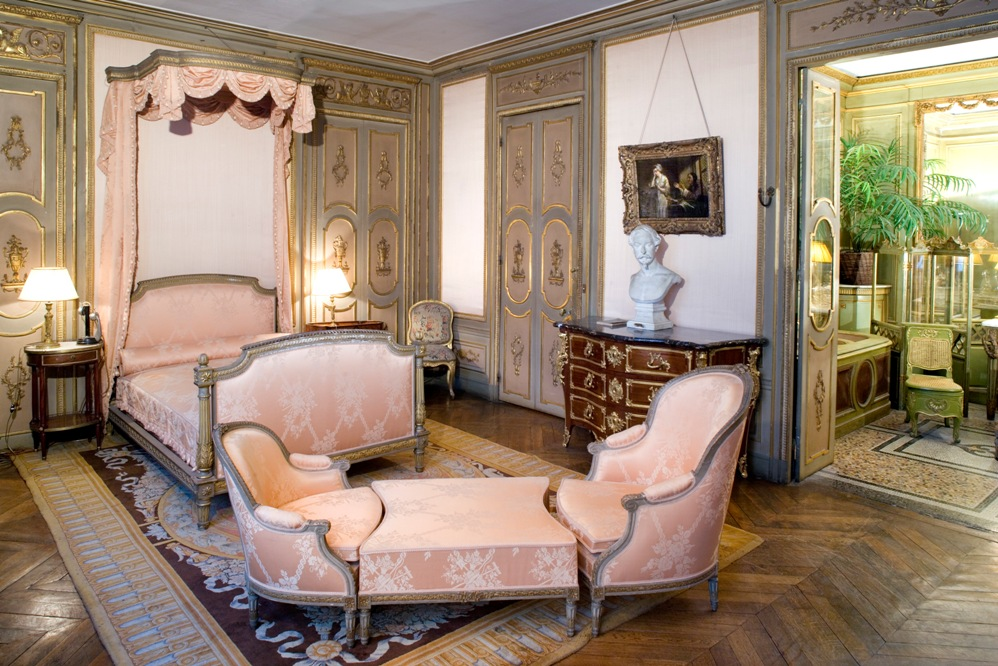
Camera da letto d'epoca, esposta al Museo Jacquemart-André

Nella preistoria il letto consisteva in nient'altro che un mucchio di foglie o paglia approssimativamente accumulate in vicinanza di una fonte di calore; in casi particolarmente disagiati, poteva essere utilizzata a quello scopo anche la nuda terra.
L'evoluzione culturale, mossasi attraverso la Mesopotamia, l'Egitto e la Grecia, produsse giacigli formati da tessuti ripieni di una sostanza morbida, come ad esempio la lana, per le persone di stirpe nobiliare. Nei paesi mediorientali come in quelli indiani era invece di uso comune per il popolo il dormire su di un tappeto.
All'epoca romana risale il lectus tricliniaris, simile al letto inteso nel senso moderno ma non progettato esclusivamente per dormire: era infatti utilizzato per accomodarsi dalle persone più abbienti come senatori o consoli anche in occasione di banchetti o di riunioni.
Nel corso del Medioevo, mentre per le casate reali del Nordeuropa nascevano il guanciale ed il letto a baldacchino, riempiti di piume d'oca, i ceti inferiori ed in particolare i pastori cominciarono ad utilizzare il materasso di lana; chi non aveva risorse economiche sufficienti ad acquistarlo era invece costretto a dormire su semplici sacchi pieni di paglia.
Quando, dopo la scoperta dell'America, si cominciarono a coltivare le piante di mais, le foglie di tale vegetale sostituirono in vari casi la paglia dei materassi, producendo così un oggetto più comodo ma anche più rumoroso del precedente, a causa dello schiacciamento delle dure fibre che compongono le foglie.
Nel corso dei secoli, il letto delle classi superiori divenne poi alla portata dei ceti medio-bassi, diffondendosi così in tutte le abitazioni.
Nel Novecento, nel momento in cui i materiali sintetici si sostituirono a quelli naturali.

## Elementi del letto

### Nella civiltà occidentale
Nella tradizione occidentale, molto diversa, in questo caso, da quella orientale e mediorientale, il letto è un mobile composto di diverse e numerose parti:
- rete: ha il compito di sostenere l'intera struttura; essa può essere realizzata in vari materiali: il più comune è senz'altro la molla in acciaio, ma non mancano reti in assi di legno che hanno anche il pregio di assecondare la forma del corpo di chi dorme.
- materasso: è interposta tra la rete ed il corpo disteso, ed ha dunque la funzione di sostenere il dormiente. In passato la maggior parte dei materassi erano riempiti in lana; materassi più moderni sono i materassi a molle "tradizionali" e i materassi a molle indipendenti/insacchettate; esistono materassi in schiuma poliuretanica, materassi "a memoria di forma", materassi in lattice e materassi ad acqua. Esistono inoltre materassi a pressione variabile, costituiti da camere interne separate che si gonfiano e sgonfiano alternativamente, utilizzati principalmente nei reparti ospedalieri e nelle lunghe degenze per la prevenzione delle ulcere da decubito.
- cuscino: è un piccolo spessore morbido che si interpone tra il materasso e la testa di chi dorme; la sua funzione è di sostenere la testa. Solitamente è realizzato in un materiale più morbido del materasso (ad esempio: piume d'oca, lana, cotone, lattice o materiale viscoelastico). Esistono anche cuscini detti "anatomici" che presentano una forma sagomata con lo scopo di sostenere la cervicale in modo da consentire una corretta posizione della colonna vertebrale
- lenzuola e coperte: servono a tenere al caldo chi riposa; possono essere fatti di diversi tessuti: i più comuni sono il cotone per le lenzuola e la lana per le coperte. La termocoperta è un particolare tipo di coperta che è riscaldata da una resistenza elettrica interna; la sua temperatura è regolata da un termostato.
- coprirete, coprimaterasso e copriletto ricoprono ognuno la parte del letto da cui prendono il nome. Sono spesso decorati in varie fantasie.

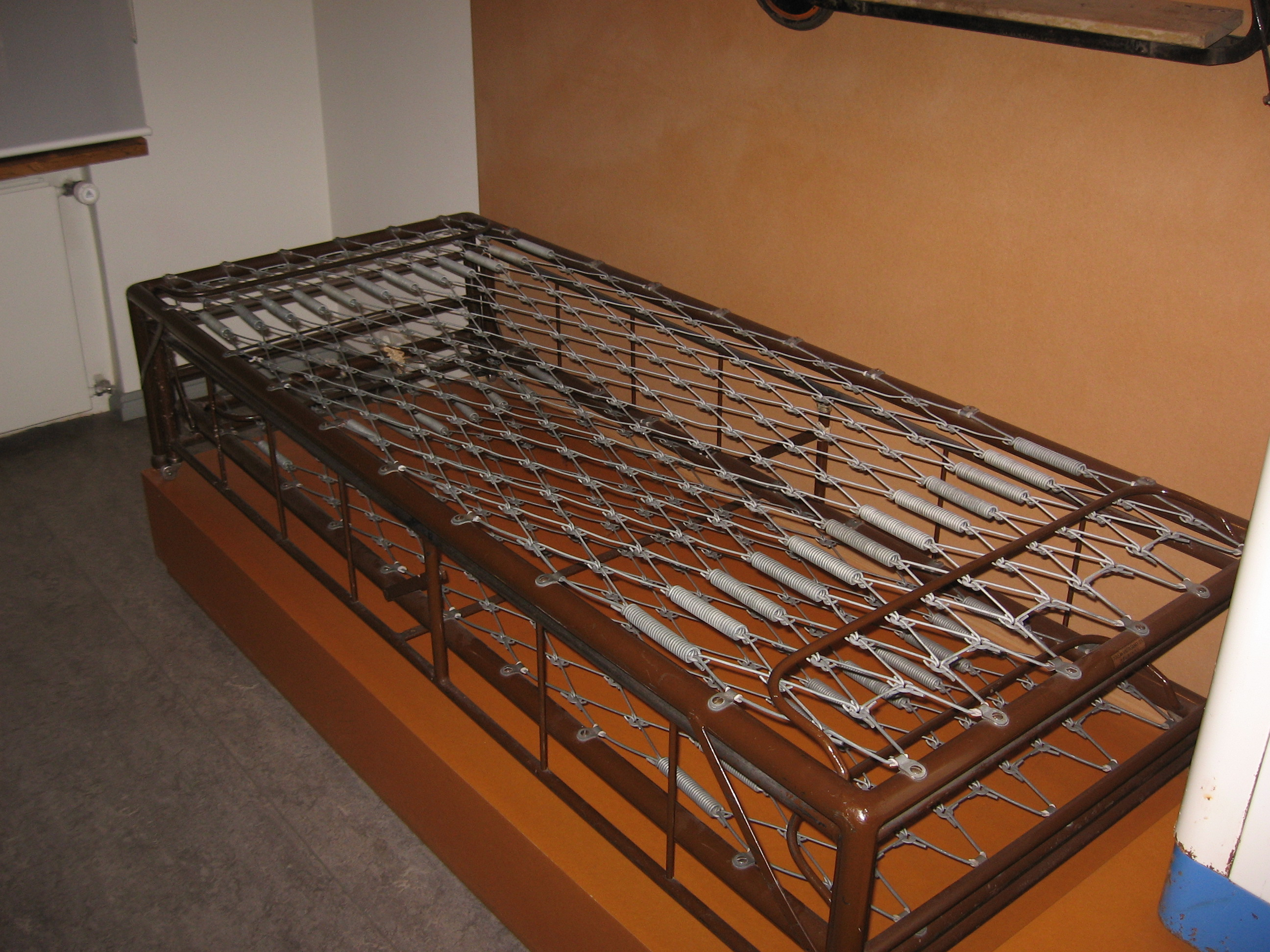
Rete in molle d'acciaio
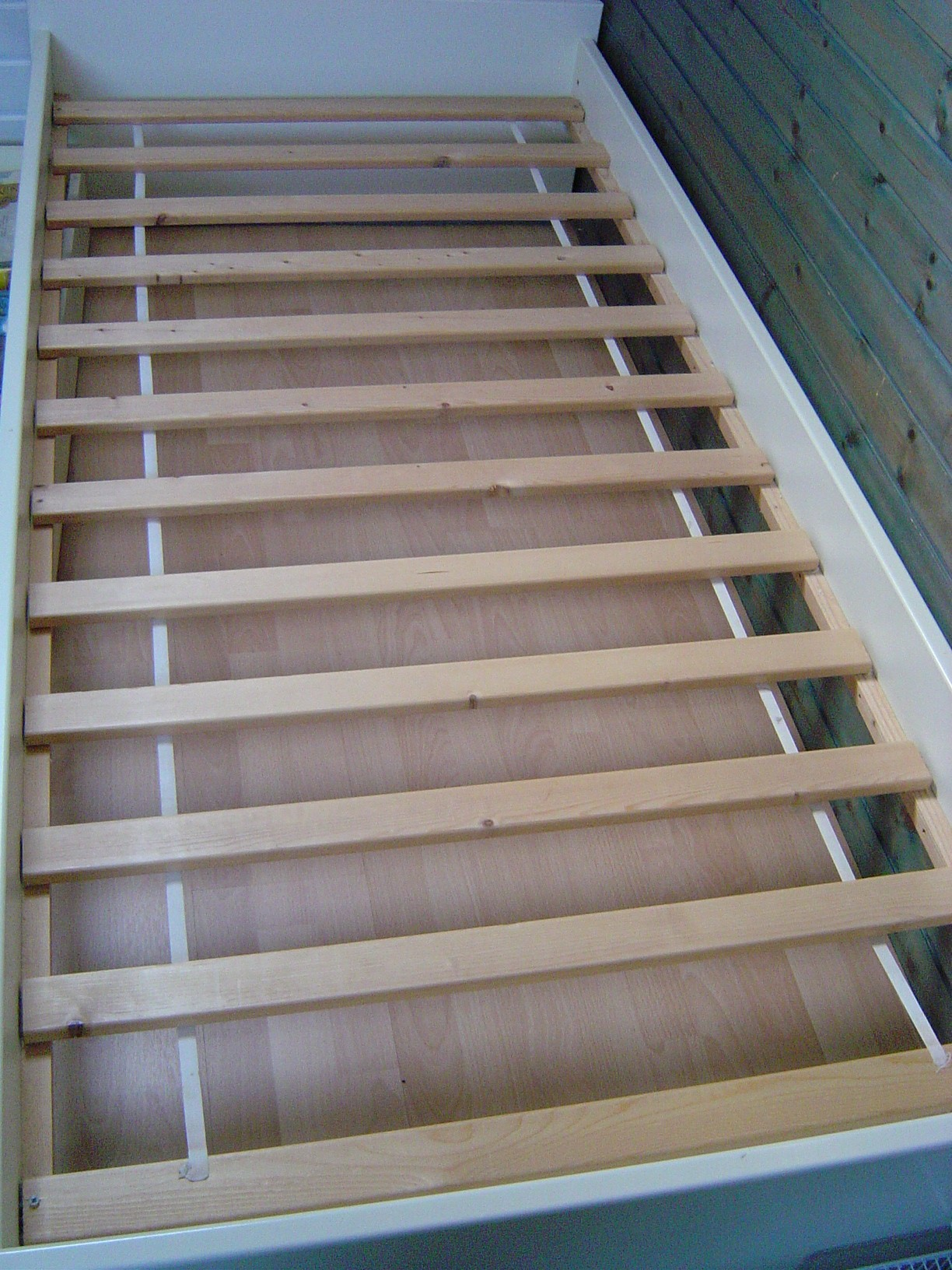
Rete con doghe in legno
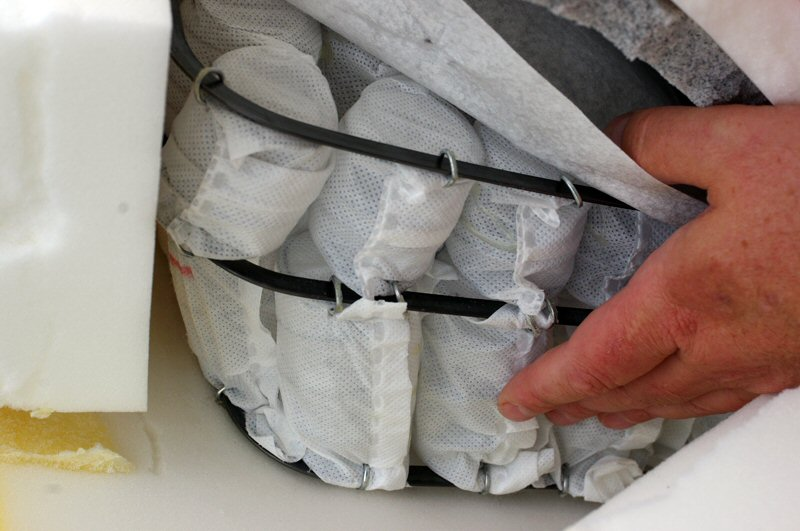
Interno di un materasso in molle impacchettate
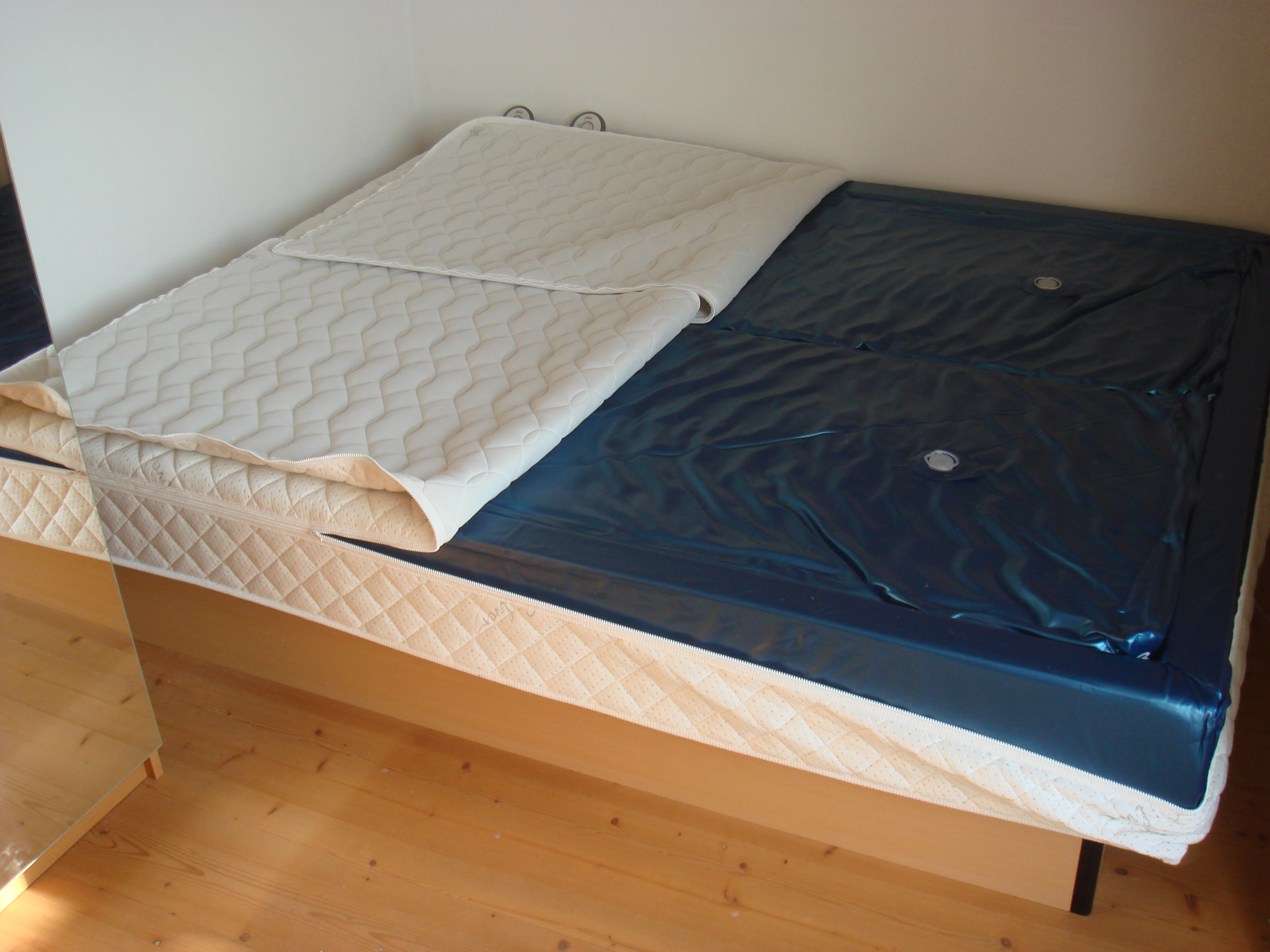
Materasso ad acqua
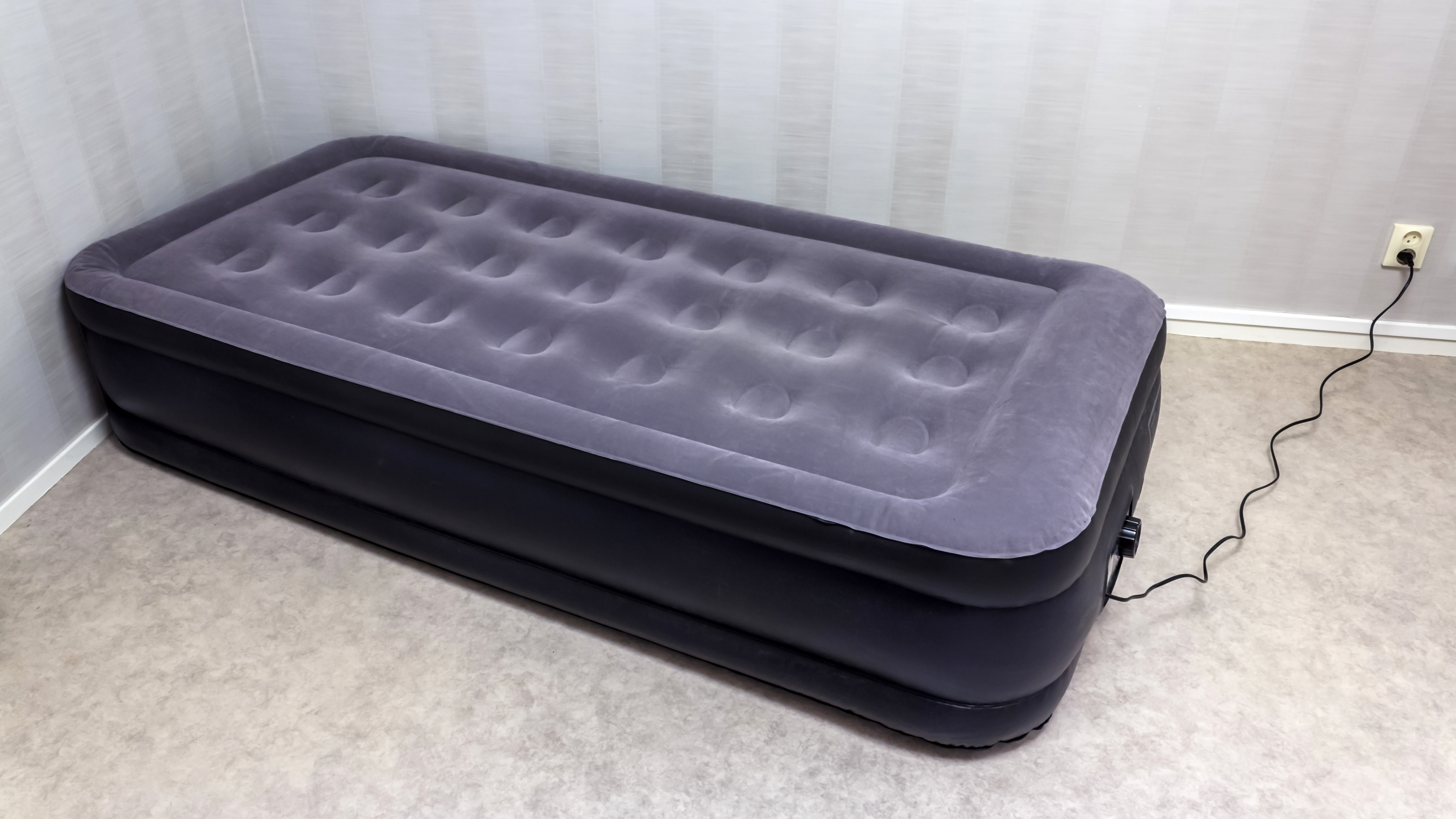
Materasso gonfiabile
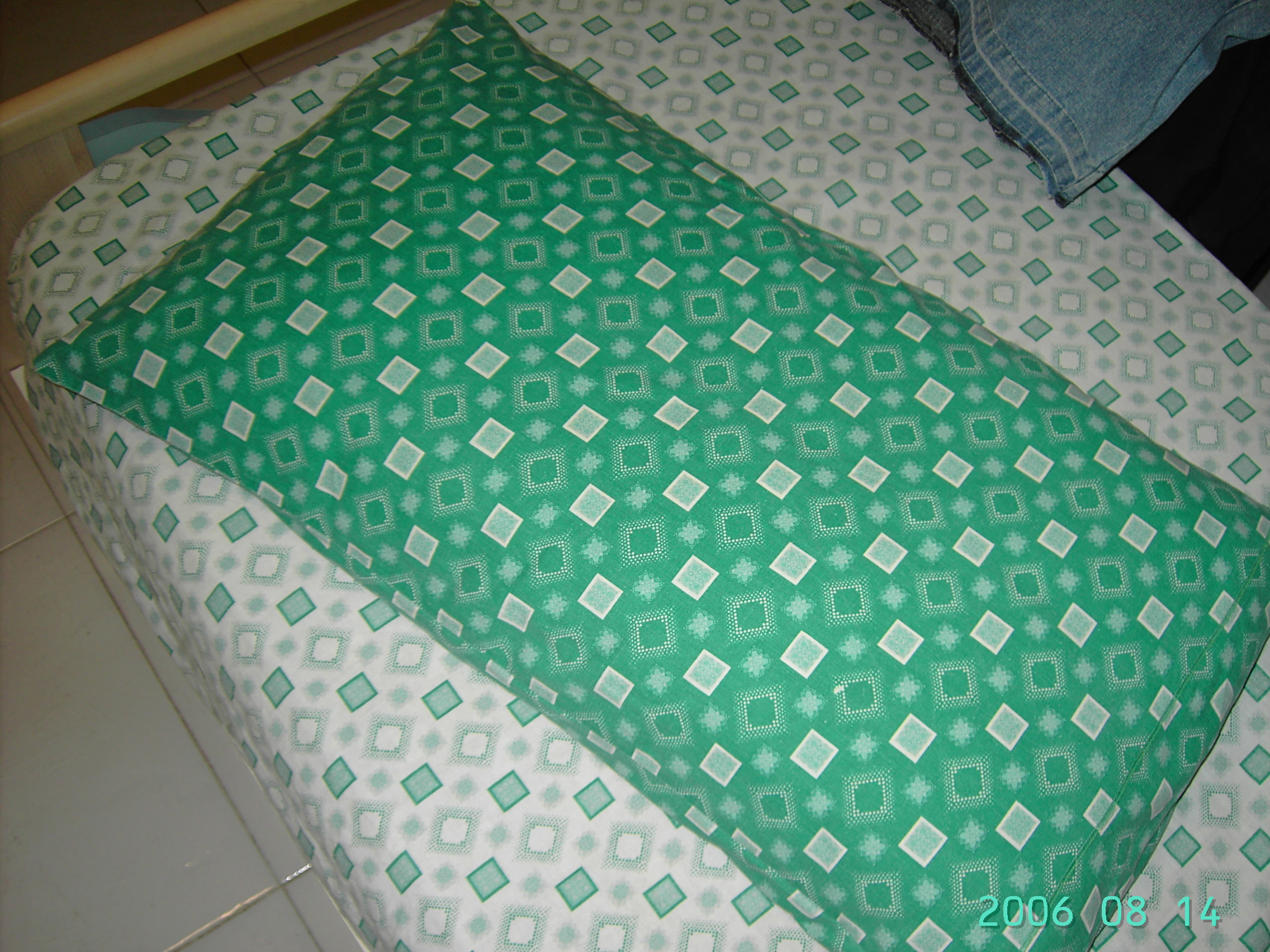
Cuscino

## Tipi di letto
A seconda della sua larghezza e di quante persone può accogliere, un letto può essere:
- letto a una piazza[1] o singolo: progettato per ospitare una sola persona, largo 80–100 cm
- letto a una piazza e mezza o letto da prete: largo 100–125 cm;
- letto a piazza francese: largo 125–150 cm;
- letto a due piazze,[1] detto anche matrimoniale[1] o nuziale[1] o coniugale[1] o queen: progettato per ospitare due persone, largo 150–180 cm
- letto a tre piazze, detto anche letto osimano o letto king: largo 180–210 cm adatto per tre persone: mamma, papà, bambino piccolo.

Dimensioni standard dei letti negli Stati Uniti d'America

Due letti con reti sovrapposte sono detti nel loro complesso "letto a castello". Se la rete è una sola, ma sopraelevata rispetto al pavimento in modo da lasciare uno spazio sottostante agibile, allora si parla comunemente di "letto a soppalco".
Un letto a ribalta (che usualmente può essere nascosto dentro un finto armadio) viene chiamato "letto a scomparsa" o "letto murphy" (dal suo inventore William Lawrence Murphy).
Quanto al divano-letto, esso fu inventato da Bernard Castro, un inventore palermitano naturalizzato statunitense.
Vi sono oggi anche delle reti a segmenti, che possono essere angolate rispetto al resto, sia direttamente a mano (e fissate con un fermo) o mediante delle manovelle. In questi casi si possono far assumere al materasso diverse conformazioni. In particolare è possibile sollevare progressivamente la parte che corrisponde alla testa e al busto del dormiente, che assume così una posizione semiseduta. È anche possibile alzare la parte di materasso corrispondente alle gambe, e permettere una combinazione dei vari movimenti. La versione più evoluta di questi letti "a conformazione variabile" è basata su dei motori elettrici, che fanno uso della corrente di rete. In questo caso (mediante un telecomando generalmente a filo) chi sta sul letto può comandare lo spostamento a piacere e regolare da solo la posizione man mano lo preferisce.

## Galleria d'immagini

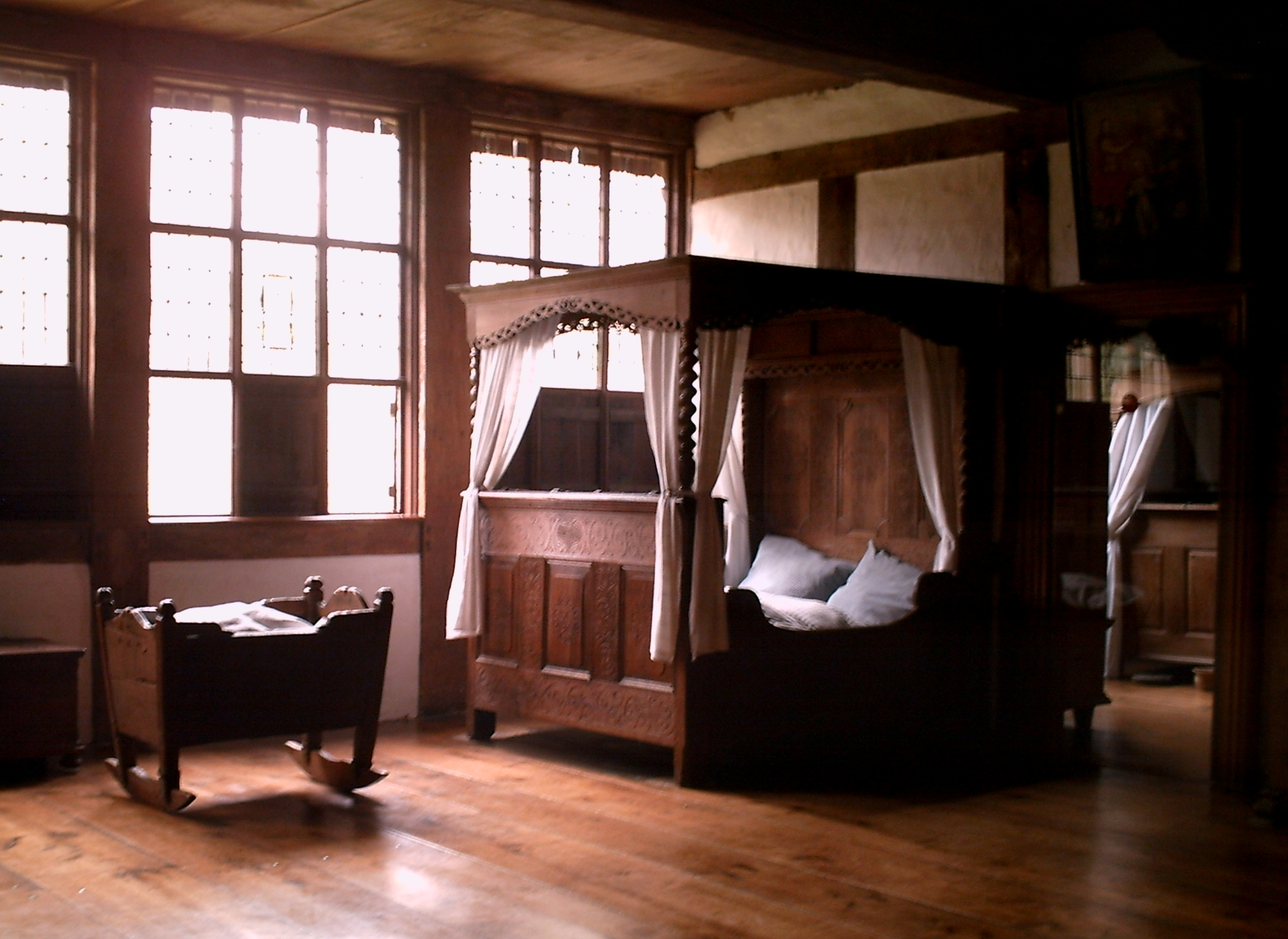
Camera da letto nei locali del Museo all'aperto di Detmold
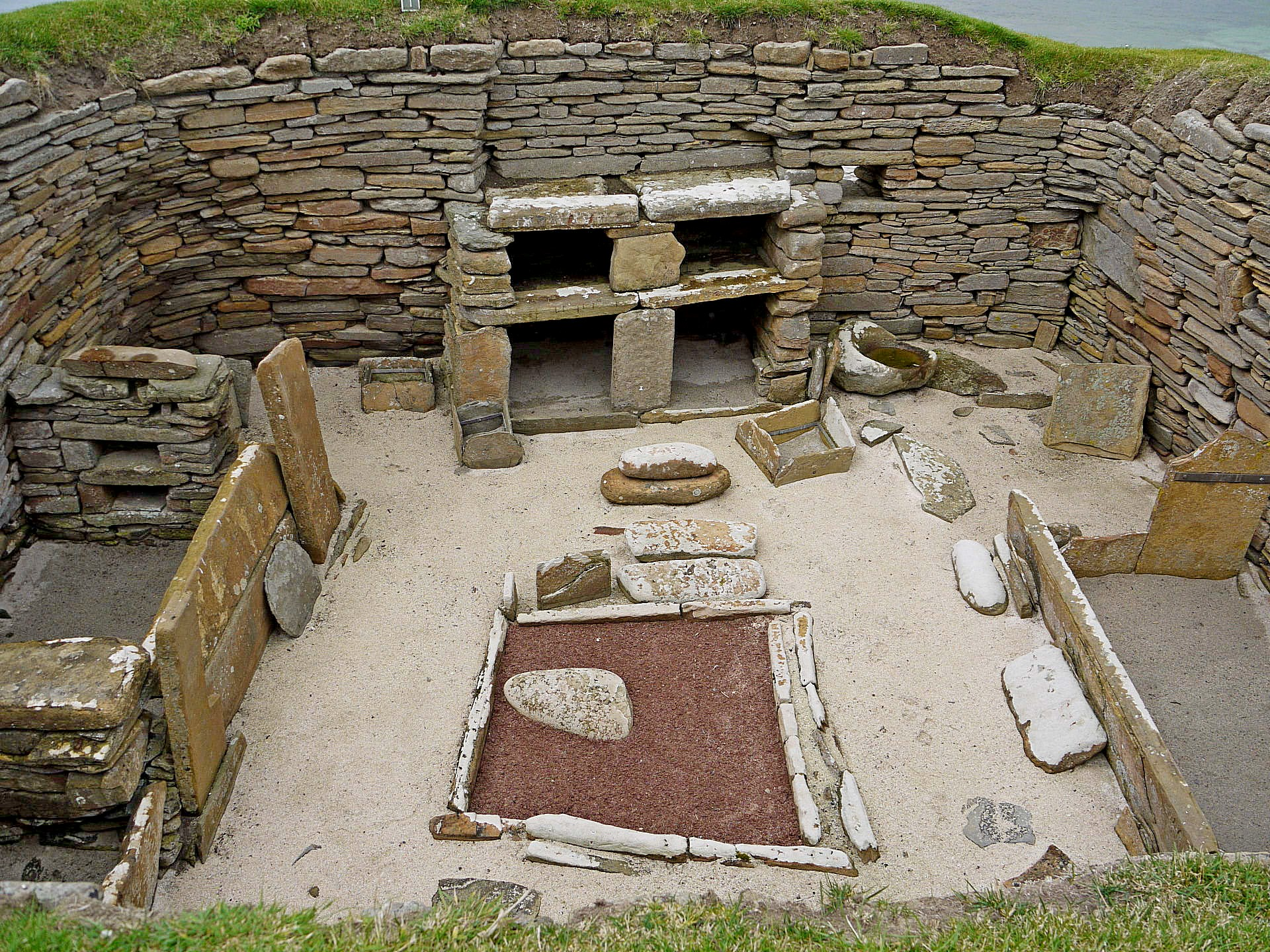
Si pensa che queste scatole di pietra a Skara Brae contenessero biancheria da letto. L'insediamento in pietra fu abitato tra il 3180 a.C. al 2500 a.C. circa
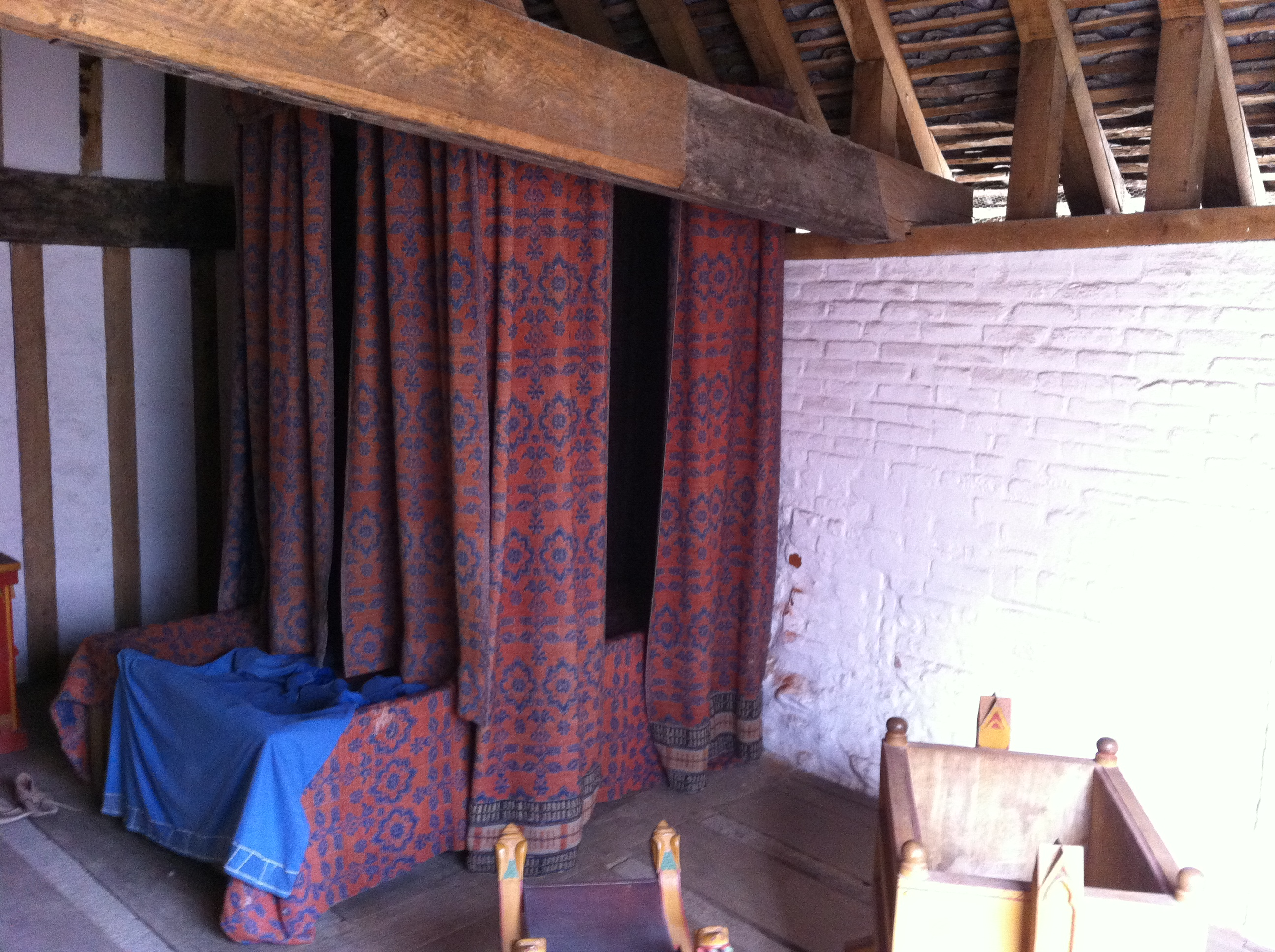
Camera da letto della Casa del Mercante Medievale di Southampton
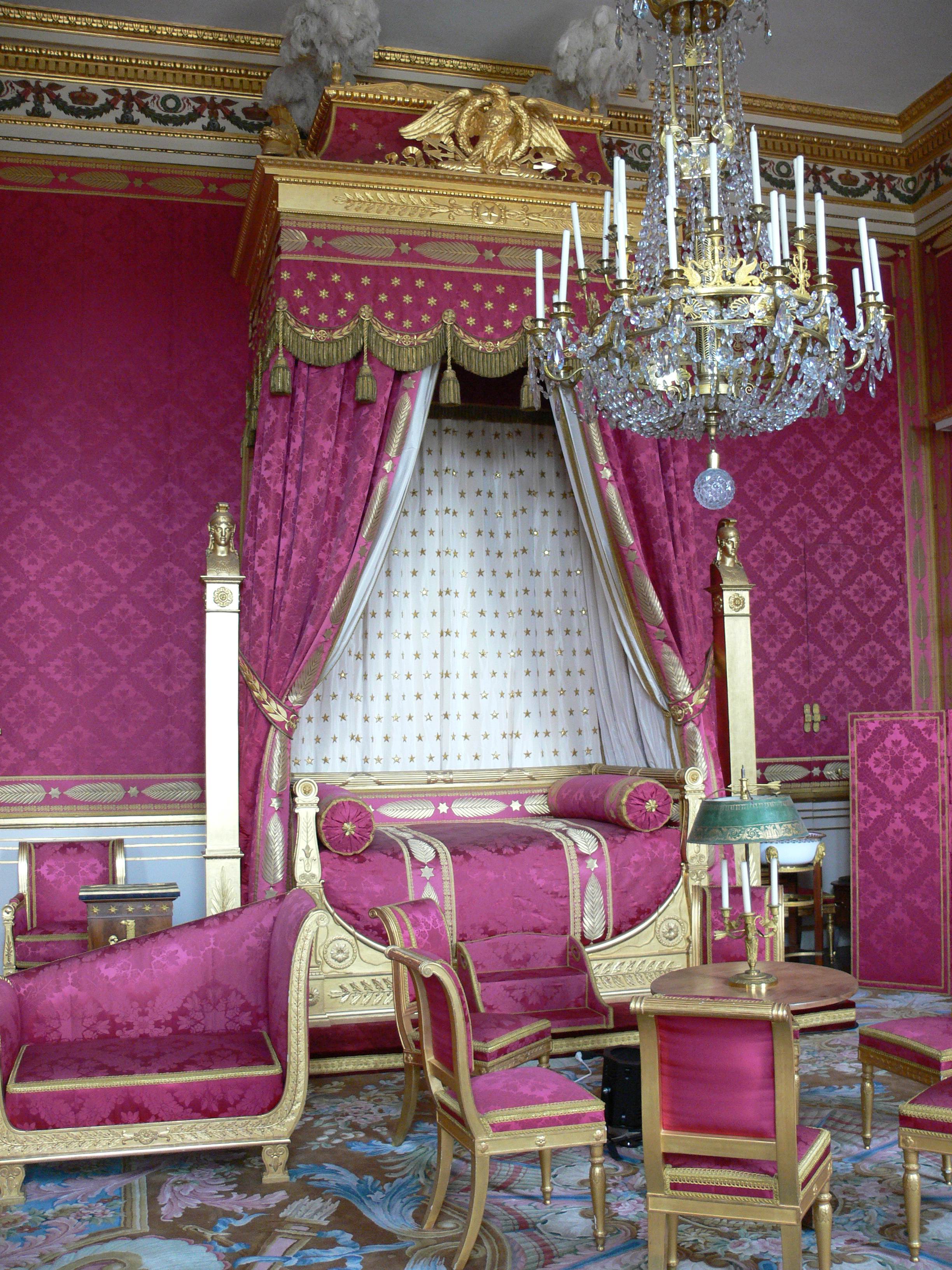
Il letto di Napoleone (château de Compiègne)
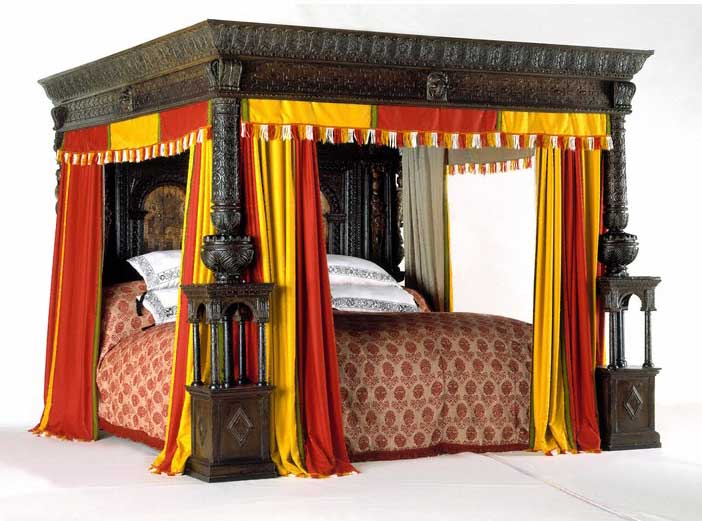
The Great Bed of Ware, uno dei letti più grandi del mondo
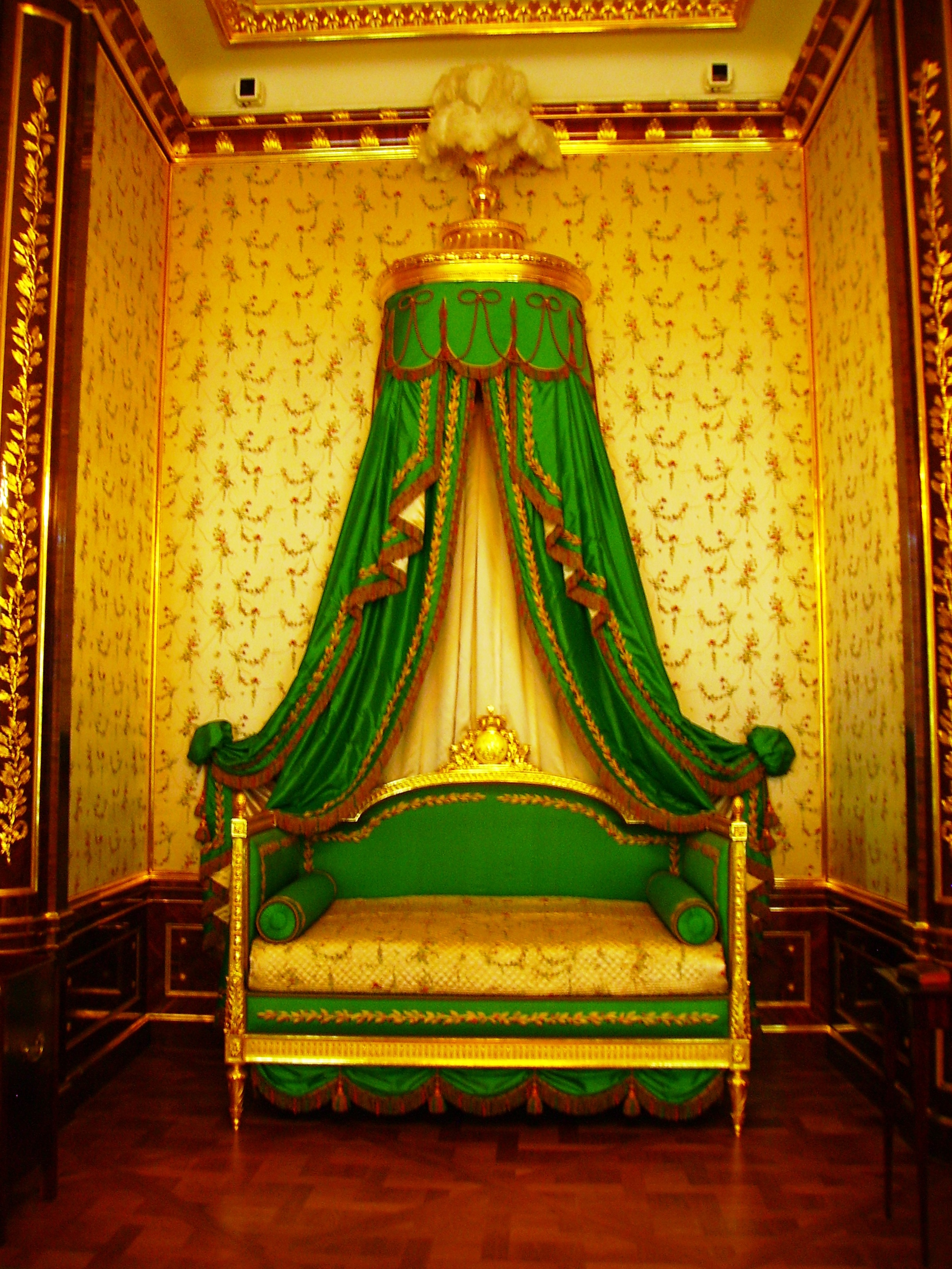
Lit à la polonaise (letto in stile polacco), Castello Reale di Varsavia , XVIII secolo
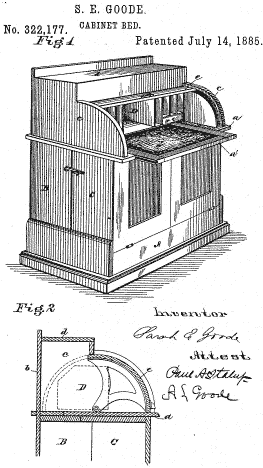
Brevetto n. 322.177, rilasciato il 14 luglio 1885 a Sarah E. Goode per un letto a cabina
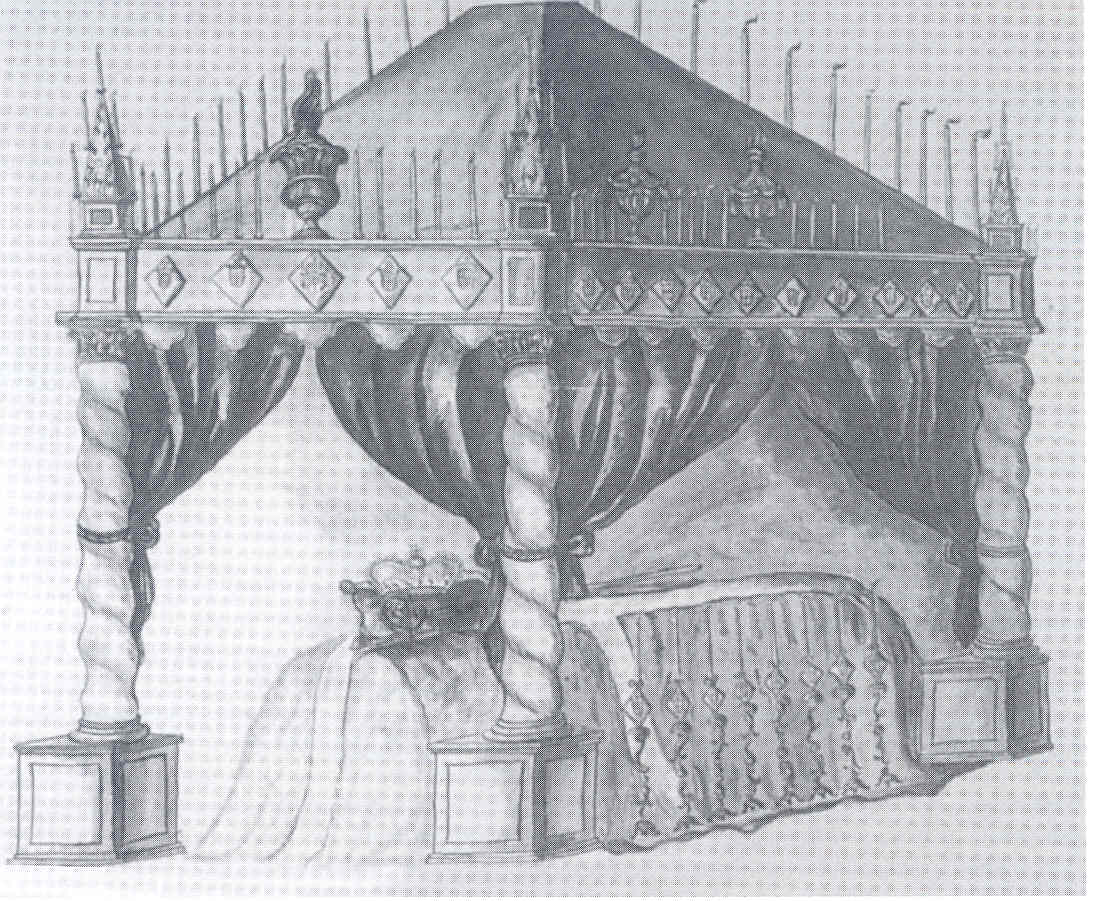
Disegno di un letto per lutto a lume di candela (Trauergerüst) per la badessa Franziska Christine von Pfalz-Sulzbach, 1776